# 4e division d'infanterie Littorio
Pour les articles homonymes, voir 4e division.
La 4e division d'infanterie « Littorio » (en italien : 4ª Divisione fanteria «Littorio») est une division d'infanterie régulière entièrement motorisée. 
Lors de sa formation, elle est l'une des quatre divisions du Corpo Truppe Volontarie opérant dans la guerre civile espagnole par la Regio Esercito. À son retour en Italie, elle est utilisée pour former la 133 division blindée « Littorio ».